# 24 urenloop

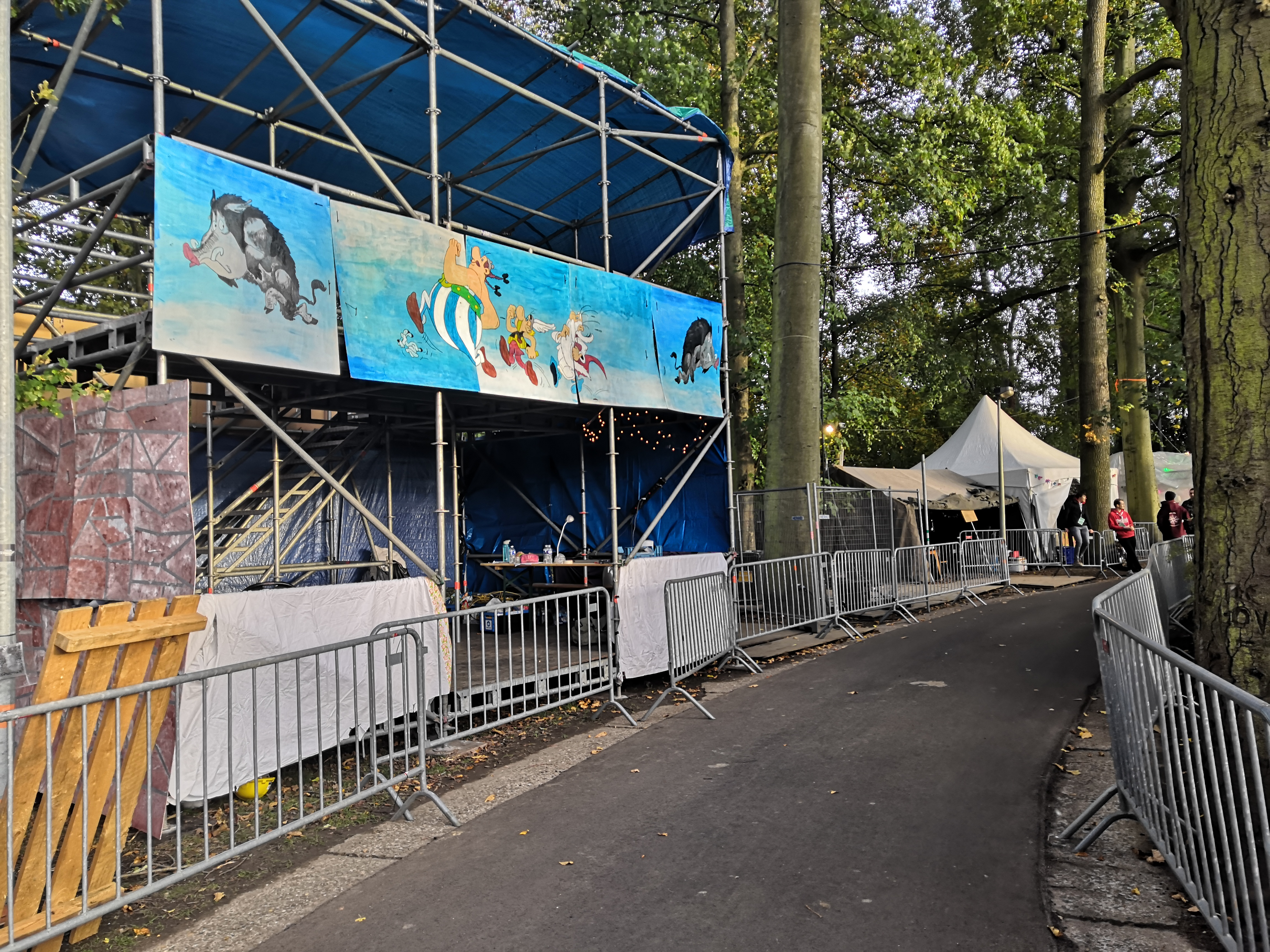
Een stand voor lopers op de 24 urenloop 2021.

De 24 urenloop is het grootste sportieve studentenevenement van België. Het wordt sinds 1972 jaarlijks door de studenten van de KU Leuven georganiseerd. Deze organisatie is tegenwoordig in handen van LOKO Sport, in samenwerking met de Leuvense faculteitskringen.
De 24 urenloop vindt meestal plaats op dinsdag en woensdag in de vijfde of zesde week van het academiejaar. De plaats is sinds jaar en dag de omgeving van de atletiekpiste van het Universitair Sportcentrum (Sportkot) in Heverlee. De wedstrijd wordt in ploegen gelopen bestaande uit studenten van de verschillende faculteiten, studierichtingen of studentenresidenties.

## Verloop
De 24 urenloop is een aflossingswedstrijd waarbij het doel is om zo veel mogelijk rondes te lopen in 24 uren als ploeg. De start en het einde vinden plaats om 20 uur. Het start- en eindschot wordt vaak door de rector gegeven. Een ronde telt 515 m aan de binnenkant en wordt gelopen op asfalt. Elke ronde wordt er een stok die een chipkaart bevat verplicht doorgegeven aan een volgende persoon, waardoor er een groot aantal lopers nodig is in elke ploeg. De eerste ronde werd vroeger meestal gelopen door de praeses of de sportcoördinator van de kringen. Sinds 2021 wordt er getracht deze symbolisch met enkel vrouwen te doen, omdat zij (voornamelijk bij de grote kringen) minder aan bod komen tijdens de wedstrijd door te snelle limieten of door tekorten. 's Nachts zetten ploegen vaak teams met enkel schachten in.
Tijdens de 24 urenloop kan de tussenstand live gevolgd worden via de website. Het laatste uur gaat dit niet meer, om meer spanning op te bouwen. De kringen en Veto tellen dan wel nog handmatig de rondes. De ploeg die aan het einde van de 24 uren de meeste rondes heeft, wint de wedstrijd. Bij een gelijk aantal rondes kunnen de ploegen die gelijkstaan direct na de wedstrijd overleggen over een passende rangschikking. Indien er geen overeenkomst wordt bereikt, blijft er een gelijkstand in de rangschikking bestaan.
Naast het sportieve aspect worden er ook heel wat andere activiteiten georganiseerd om supporters en rustende lopers te vermaken. Bijna elke kring heeft ook, naast een stand voor lopers, een eetstandje waar zij eten verkopen. Buiten de strijd voor de eerste plaats zijn er dan ook nevencompetities voor de mooiste loopstand, het beste eten, de beste dj, de beste supporters, de beste promofilm en het beste spandoek.

## Ploegen
De meeste deelnemende ploegen bestaan uit een enkele, grote faculteitskring. Sommige andere ploegen zijn dan weer een verzameling van verschillende kringen. Zo is het Hoogmedisch Verbond een samenwerking tussen verschillende kringen van campus Gasthuisberg, terwijl Runner's High een verbond is tussen studenten uit de letteren en pedagogiek. Hiernaast zijn er ook grotere studentenresidenties die deelnemen als ploeg, zoals Lerkeveld en Thomas Morus. Sinds 2002 loopt ook Run for Specials mee, een ploeg die bestaat uit mensen met een beperking en begeleiders. Zij lopen enkel overdag en zijn de enige ploeg die niet verplicht de stok moet doorgeven na elke ronde.
Naast huidige studenten lopen er ook vaak alumni en sympathisanten mee met de ploegen. Het is ook mogelijk om voor een andere kring te lopen dan deze waar een student volgens zijn studierichting bij hoort.

## Geschiedenis
De 24 urenloop is ontstaan uit een evenement dat in 1970 door VTK werd ingericht: een 12 urenloop voor hun studenten. In 1971 werd een 18 urenloop ingericht en sinds 1972 wordt er een vol etmaal gelopen. Initieel werd gelopen op de baan rond de atletiekpiste, in 2003 verplaatste de wedstrijd zich naar de looppiste (en werden het meer kortere rondjes), en sinds 2007 loopt men opnieuw op de geasfalteerde baan van 515 m rond de piste.
Vrij snel na de start groeide het evenement veel door een stijgend aantal deelnemende kringen, tentjes, supporters en drank- en eetstandjes. In de tweede helft van de jaren zeventig kreeg VTK assistentie van de Sportraad van ASR (de voorloper van LOKO), later nam ASR en vervolgens in 1986 LOKO de organisatie over.
De editie van 1975 was een van de koudste van allemaal, met minimumtemperaturen tussen de -4 en -6 °C. Er zijn ook geruchten dat het zelfs tot -20 °C ging, maar dit kan niet worden ondersteund met officiële waarnemingen van het KMI. Door de lage temperaturen bevroren zelfs de tapinstallaties. Tot in de jaren negentig vond het evenement eind november plaats, waardoor het vaak kouder was dan de huidige edities in oktober.
In 1976 waren er zes deelnemende ploegen, in 1977 waren er tien en in 1980 telde men 25 verschillende loopteams. Later waren er op het hoogtepunt zeker 36 verschillende ploegen die meeliepen. De stokken die doorgegeven werden in deze jaren waren nog niet gestandaardiseerd en er werd handmatig geteld, waardoor kringen liepen met objecten zoals prei (LBK), een bajonet (Historia), een kruisbeeld (Katechetika), een spuitbus met gedestilleerd water (Chemika), een opgerolde krant (Politika) of een bot (Medica).
In 1985 meldde Veto dat Apolloon het wereldrecord 24 uren aflossingsloop haalde op dit evenement. Dit deden ze met 915 rondes, al is het niet zeker of dit ooit officieel in het Guinness Recordboek is terechtgekomen en in welke vorm.
In 1991 liep Pieter Pardaens 222 rondjes aaneensluitend in 14 uur, met toestemming van de organisatie. Door gebrek aan affiliatie met een studentenvereniging kwam deze prestatie niet in aanmerking voor de nevencompetities. Omdat het reglement van de 24 urenloop een verplichte aflossing voorschrijft, is er ook geen sprake van een record.
In 1996 werden er 161 rondjes gelopen door Pieter Rijnders, een absoluut record.
In 1998 werd het evenement stilgelegd vanwege een dodelijk incident. Daarom ook kwam er geen officiële eindstand.
In 2007 werd tijdens de 24 urenloop het wereldrecord jumpen gebroken. Doordat er geen deurwaarder aanwezig was, werd deze echter nooit officieel erkend.
In 2013 slaagden Apolloon en VTK er voor de eerste keer ooit in om meer dan 1000 rondes te lopen. Vanaf dit jaar werd ook het telsysteem van ULYSSIS gebruikt in plaats van dat van Teltent.
Tussen 2015 en 2022 werd elke editie het record van meeste rondes gebroken, zes keer door Apolloon en een keer door VTK. Dit komt vooral door de grote concurrentie tussen deze twee kringen. In zowel 2019, 2021 als 2022 verbraken de vier beste kringen allemaal hun persoonlijk record.
In 2018 werd ook het record van aantal individuele rondes uit 1996 verbeterd: Tom Merlevede mocht 170 rondes achter zijn naam zetten. Bij deze prestatie zamelde hij ook geld in voor een goed doel.
In 2020 werd de 24 urenloop afgelast door de coronapandemie. Ter vervanging werd er op Strava Battle of the Strava's georganiseerd, waarbij de verenigingen op 5 dagen tijd zoveel mogelijk kilometers moesten lopen en wandelen. Dit werd gewonnen door Apolloon met 13.000 km, gevolgd door VTK en het Hoogmedisch Verbond (Medica + Apollonia) met respectievelijk 10.500 en 10.200 km.
In 2023 verbeterde Max Pollet (Lerkeveld) het recordaantal individuele rondes. Hij liep er 201, en werd zo de eerste persoon die meer dan 100 km met aflossing aflegde op de 24 urenloop. Vanaf dat jaar werd het telsysteem ook door Quivr in plaats van ULYSSIS geleverd.

## Records
| \| Aantal rondes per kring \| \| \| \| Kring \| Aantal rondes \| Jaar \| \| Apolloon \| 1087 \| 2022 \| \| VTK \| 1085 \| 2022 \| \| Ekonomika en LBK \| 1038 \| 2022 \| Enkel records boven de 1000 rondes worden weergegeven. |               |      |
| Aantal rondes per kring |               |      |
| Kring | Aantal rondes | Jaar |
| Apolloon | 1087          | 2022 |
| VTK | 1085          | 2022 |
| Ekonomika en LBK | 1038          | 2022 |

| Aantal individuele rondes |           |               |      |
| Naam                      | Kring     | Aantal rondes | Jaar |
| Max Pollet                | Lerkeveld | 201           | 2023 |
| Tom Merlevede             | Politika  | 170           | 2018 |
| Pieter Rijnders           | ?         | 161           | 1996 |
| Koen Soetens              | ?         | 136           | 1985 |

| \| Snelste individuele rondes \| \| \| \| \| Naam \| Kring \| Tijd \| Jaar \| \| Christian Iguacel[21] \| Apolloon \| 1.05,9 \| 2021 \| \| Michaël Bultheel[22] \| Medica \| 1.06,0 \| 2007 \| \| Dylan Owusu[22] \| Apolloon \| 1.07,0 \| 2018 \| \| Jonathan Sacoor[23] \| VRG-Crimen \| 1.08,0 \| 2019 \| Enkel tijden die door Veto zijn gerapporteerd worden weergegeven. Deze kunnen door bias in meting en rapportering afwijken van de werkelijk gelopen tijden. |            |        |      |
| Snelste individuele rondes |            |        |      |
| Naam | Kring      | Tijd   | Jaar |
| Christian Iguacel | Apolloon   | 1.05,9 | 2021 |
| Michaël Bultheel | Medica     | 1.06,0 | 2007 |
| Dylan Owusu | Apolloon   | 1.07,0 | 2018 |
| Jonathan Sacoor | VRG-Crimen | 1.08,0 | 2019 |

## Winnaars
| Jaar | Winnaar         | Tweede             | Derde                   |
| ---- | --------------- | ------------------ | ----------------------- |
| 2024 | VTK (1085)      | Apolloon (1085)    | Ekonomika (1025)        |
| 2023 | Apolloon (1071) | VTK (1070)         | Ekonomika (1029)        |
| 2022 | Apolloon (1087) | VTK (1085)         | Ekonomika en LBK (1038) |
| 2021 | Apolloon (1080) | VTK (1078)         | Ekonomika (1029)        |
| 2020 | –               | –                  | –                       |
| 2019 | Apolloon (1078) | VTK (1076)         | LBK (1021)              |
| 2018 | Apolloon (1074) | VTK (1073)         | LBK (1016)              |
| 2017 | VTK (1061)      | Apolloon (1052)    | Ekonomika (1007)        |
| 2016 | Apolloon (1055) | VTK (1053)         | Ekonomika (1004)        |
| 2015 | Apolloon (1034) | VTK (1032)         | LBK (972)               |
| 2014 | VTK (1010)      | Apolloon (988)     | LBK (970)               |
| 2013 | Apolloon (1017) | VTK (1012)         | Medica (958)            |
| 2012 | Apolloon (959)  | VTK (952)          | Ekonomika (935)         |
| 2011 | Apolloon (979)  | VTK (969)          | Ekonomika (945)         |
| 2010 | Apolloon (958)  | VTK (950)          | Ekonomika en LBK (928)  |
| 2009 | Apolloon (971)  | VTK (962)          | Ekonomika (927)         |
| 2008 | Apolloon (993)  | VTK (976)          | Ekonomika (924)         |
| 2007 | Apolloon (983)  | VTK (978)          | LBK (909)               |
| 2006 | Apolloon (1344) | VTK (1333)         | Medica (1223)           |
| 2005 | VTK (1333)      | Apolloon (1332)    | Edustria (1171)         |
| 2004 | Apolloon (1249) | VTK (1187)         | Edustria (1169)         |
| 2003 | Apolloon (909)  | VTK (894)          | Salvast (877)           |
| 2002 | Apolloon (912)  | VTK (891)          | Groep T (877)           |
| 2001 | Apolloon (890)  | Groep T (858)      | VTK (853)               |
| 2000 | Apolloon (891)  | Edustria (873)     | VTK (849)               |
| 1999 | Apolloon (910)  | Industria (885)    | VTK (884)               |
| 1998 | –               | –                  | –                       |
| 1997 | Apolloon (903)  | VTK (870)          | LBK (855)               |
| 1996 | Apolloon (936)  | VTK (918)          | Ekonomika en LBK (869)  |
| 1995 | Apolloon (944)  | VTK (935)          | Ekonomika (888)         |
| 1994 | Apolloon (910)  | VTK (900)          | Ekonomika (887)         |
| 1993 | Apolloon (920)  | VTK (917)          | Ekonomika (869)         |
| 1992 | Apolloon (934)  | VTK (889)          | Industria (873)         |
| 1991 | Apolloon (972)  | VTK (944)          | VRG (881)               |
| 1990 | Apolloon (975)  | Sint-Barbara (969) | VTK (901)               |
| 1989 | VTK (928)       | Apolloon (921)     | Thomas Morus (909)      |
| 1988 | VTK (906)       | Industria (894)    | Apolloon (879)          |
| 1987 | VTK (941)       | Apolloon (901)     | Industria (886)         |
| 1986 | VTK (935)       | Apolloon (931)     | Ekonomika (893)         |
| 1985 | Apolloon (915)  | Ekonomika (875)    | VTK (869)               |
| 1984 | Apolloon (913)  | Ekonomika (908)    | LBK (895)               |
| 1983 | Apolloon (904)  | LBK (894)          | Ekonomika (887)         |
| 1982 | Apolloon (924)  | Ekonomika (909)    | Groep T (882)           |
| 1981 | VTK (929)       | Groep T (919)      | Apolloon (914)          |
| 1980 | Apolloon        | VTK                | Industria               |
| 1979 | ?               | ?                  | ?                       |
| 1978 | ?               | ?                  | ?                       |
| 1977 | ?               | ?                  | ?                       |
| 1976 | VTK (888)       | Psycho             | Chemika                 |
| 1975 | ?               | ?                  | ?                       |
| 1974 | ?               | ?                  | ?                       |
| 1973 | ?               | ?                  | ?                       |
| 1972 | ?               | ?                  | ?                       |